# Goneebeedu, Bhadravati
Goneebeedu là một làng thuộc tehsil Bhadravati, huyện Shimoga, bang Karnataka, Ấn Độ.